# TRON (платформа)
TRON — децентрализованная платформа для развлекательного контента, основанная на блокчейне и использующая токен TRX (Tronix). TRON также предлагает инструменты, которые позволяют разработчикам создавать и запускать собственные dApps (децентрализованные приложения). Платформа была запущена китайским предпринимателем Джастином Саном в 2017 году. Купить криптовалюту TRX можно на большинстве крупных бирж, таких как HitBTC, Binance, OKX и других.

## История
Впервые о TRON в криптосообществе заговорили в конце лета 2017 года, когда ещё неизвестный в то время никому предприниматель из Китая Джастин Сан рассказал о своих намерениях создать децентрализованную платформу, на которой разработчики смогли бы создавать свои развлекательные децентрализованные приложения и напрямую предлагать их пользователям, минуя посредников.
TRON известен как криптовалюта, которая провела одно из самых масштабных ICO, прошедшее в 2017—2018 гг. В ходе ICO, проходившего с 31 августа по 2 сентября 2017 года, было собрано 70 миллионов долларов. Всего было выпущено 100 млрд TRX, 40 млрд из которых были проданы инвесторам первичного предложения монет.
Изначально TRON был запущен на блокчейне Ethereum, а TRX представляли собой токены стандарта ERC20, однако после завершения ICO летом 2018 года криптовалюта «переехала» на собственный блокчейн.

## Архитектура Tron
Блокчейн Tron реализован на основе многошаровой архитектуры, состоящей из трех основных уровней:
1. Уровень хранения.
2. Уровень ядра.
3. Уровень приложений.

Уровень хранения — используется для хранения блоков и их статусов/состояний. Также внутрь этого уровня добавлен специальный граф, позволяющий хранить любые данные более децентрализованно и защищенно.
Уровень ядра — содержит в себе три отдельных модуля: смарт-контрактов, управления учетными записями, консенсуса.  
Уровень приложений — предоставляет разработчикам возможность создания уникальных DApps, используя различные языки программирования. Основным языком является Java, но есть возможность использовать и другие варианты, среди которых: Scala, C++, Python и прочие.

## Энергия Tron
В сети TRON Network для осуществления транзакций используется энергия (Energy). Если энергии достаточно, то за перевод криптовалюты комиссия не взимается. Однако если энергии нет, то сожгутся TRX для оплаты вычислительных ресурсов, что может значительно увеличить комиссию.
Энергию можно арендовать или купить на официальной платформе TR.ENERGY. Кроме того, ресурс начисляется за стейкинг TRX.

## Рыночная капитализация
Наибольшей капитализации криптовалюта TRX достигла 5 января 2018 года. В этот день стоимость 1 токена составляла 0,28 долларов, а капитализация — 18,9 миллиардов долларов.
Состояние основателя TRON Джастина Сана превышает $8 миллиардов по состоянию на 2025 год.